# Agelasta dayremi
Agelasta dayremi es una especie de escarabajo longicornio del género Agelasta, categorizada en la tribu Mesosini, de la subfamilia Lamiinae. Fue descrita por Breuning en 1938.

## Descripción
Mide 11 mm de longitud.

## Distribución
Se distribuye por China, Laos y Vietnam.